# جيم هولت
جيم هولت (بالإنجليزية: Jim Holt)‏ هو سياسي أمريكي، ولد في 17 يناير 1965 في كامدن في الولايات المتحدة. حزبياً، نشط في الحزب الجمهوري. وقد انتخب عضو مجلس ولاية أركنساس.

## وصلات خارجية
- الموقع الرسمي